# Cymothales mirabilis
Cymothales mirabilis är en insektsart som beskrevs av Gerstaecker 1894. Cymothales mirabilis ingår i släktet Cymothales och familjen myrlejonsländor. Inga underarter finns listade i Catalogue of Life.